# 东四十条站
东四十条站是一个位于中国北京市东城区北新桥街道、东直门街道与东四街道交界东二环路、东直门南大街、东四十条、朝阳门北大街交叉口东四十条桥下方，属于北京地铁2号线与3号线的地铁换乘站。

## 位置及利用状况
这个站位于东四十条桥，東四十條－工人体育场北路（平安大街，东西向）与朝阳门北大街－東直门南大街（东二环，南北向）交汇处，呈南北向。由于临近工人体育场，在3号线/17号线工人体育场站开通前，该站在北京国安足球俱乐部主场比赛开始前和散场后常出现客流高峰。

## 车站结构

### 车站楼层
| 地面层                 | 出入口                      | A—D出入口                        |
| 地下一层 2号线站厅层   | 站厅                        | 客务中心、自动售票机、进出站闸机 |
| 地下二层 2号线站台层   |                             | 2号线外环（东直门）              |
| 地下二层 2号线站台层   | 岛式站台，左側開门          |                                  |
| 地下二层 2号线站台层   | 2号线内环（朝阳门）         |                                  |
| 地下三层 3号线上站厅层 | 上层站厅                    | 客务中心、自动售票机             |
| 地下四层 3号线下站厅层 | 下层站厅                    | 与 2号线换乘通道                 |
| 地下五层 3号线站台层   |                             | 3号线终点站 落客站台             |
| 地下五层 3号线站台层   | 分离岛式站台，左側開门      |                                  |
| 地下五层 3号线站台层   | 3号线往东坝北（工人体育场） |                                  |

### 站厅
2号线东四十条站在路口南北两侧各设一个站厅，建设年代较早，只通过楼梯与站台相连。2024年2月改造完毕后，2号线南站厅东侧向北扩展，并增设一座前往2号线站台的垂直电梯，但这座直梯并未在2号线车站重新开放当天投入使用，而是随3号线开通同步启用。

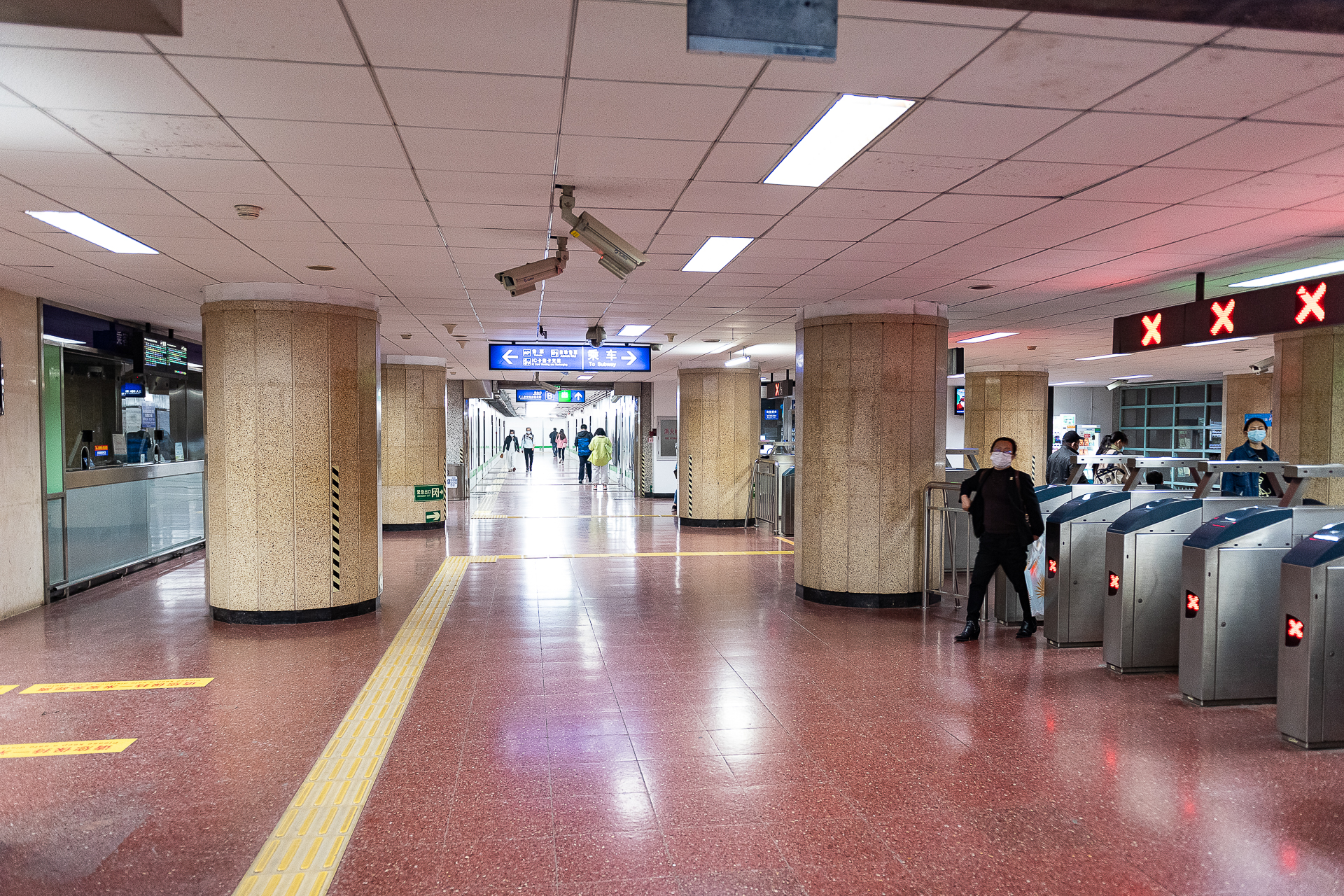
2号线北站厅（2021年4月摄）
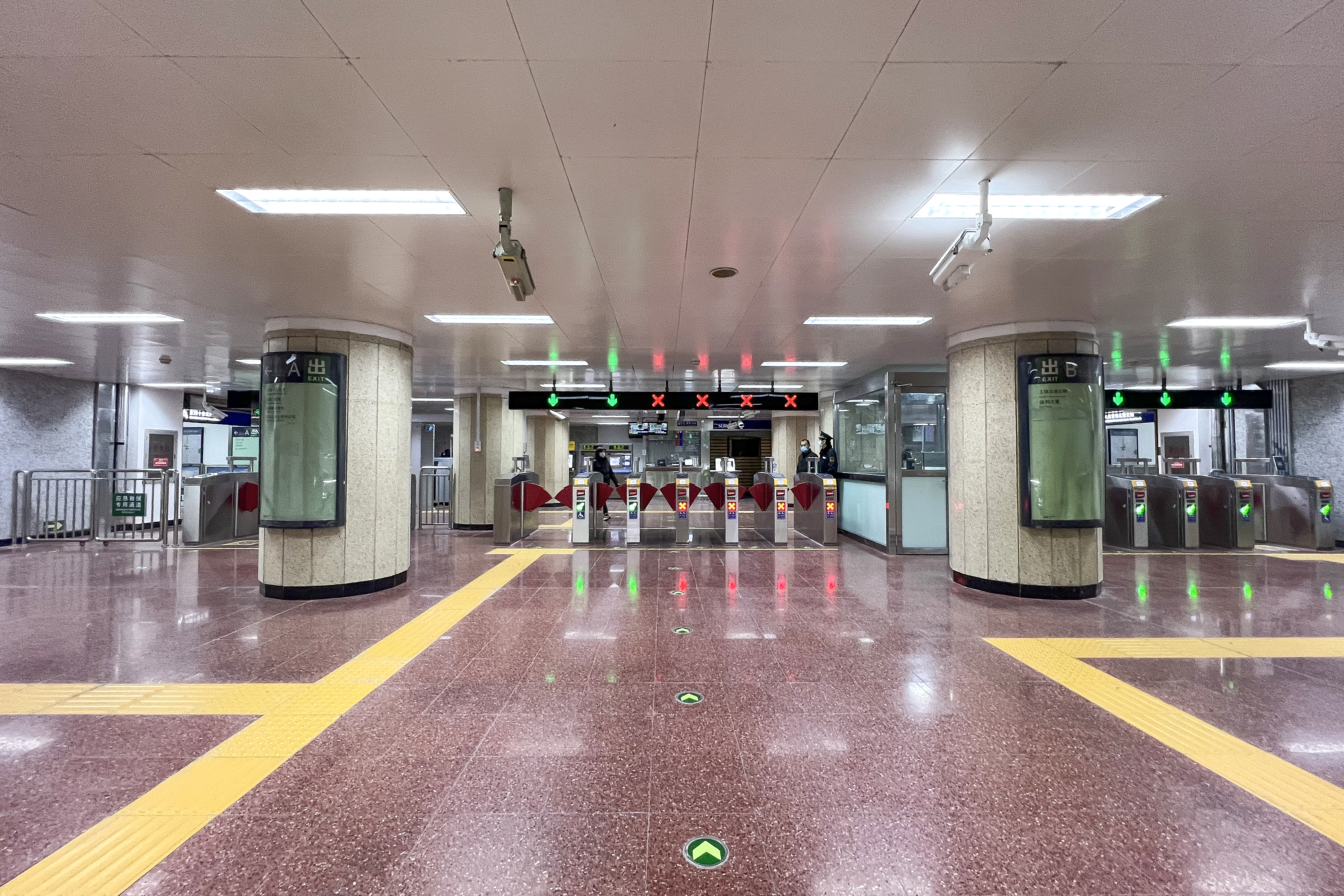
2号线北站厅（2024年2月摄）
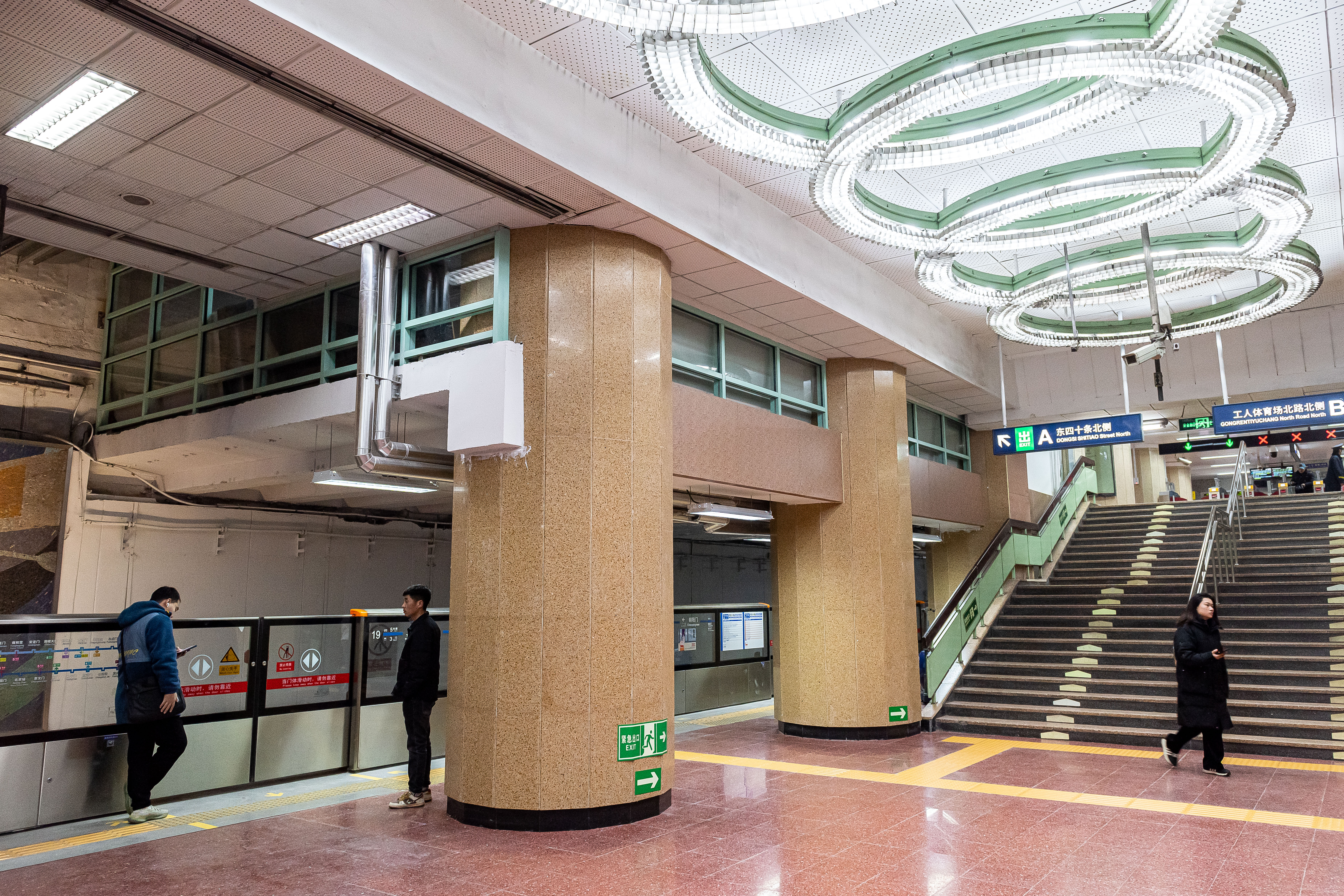
2号线北站厅向西南扩展的部分（2024年2月摄）
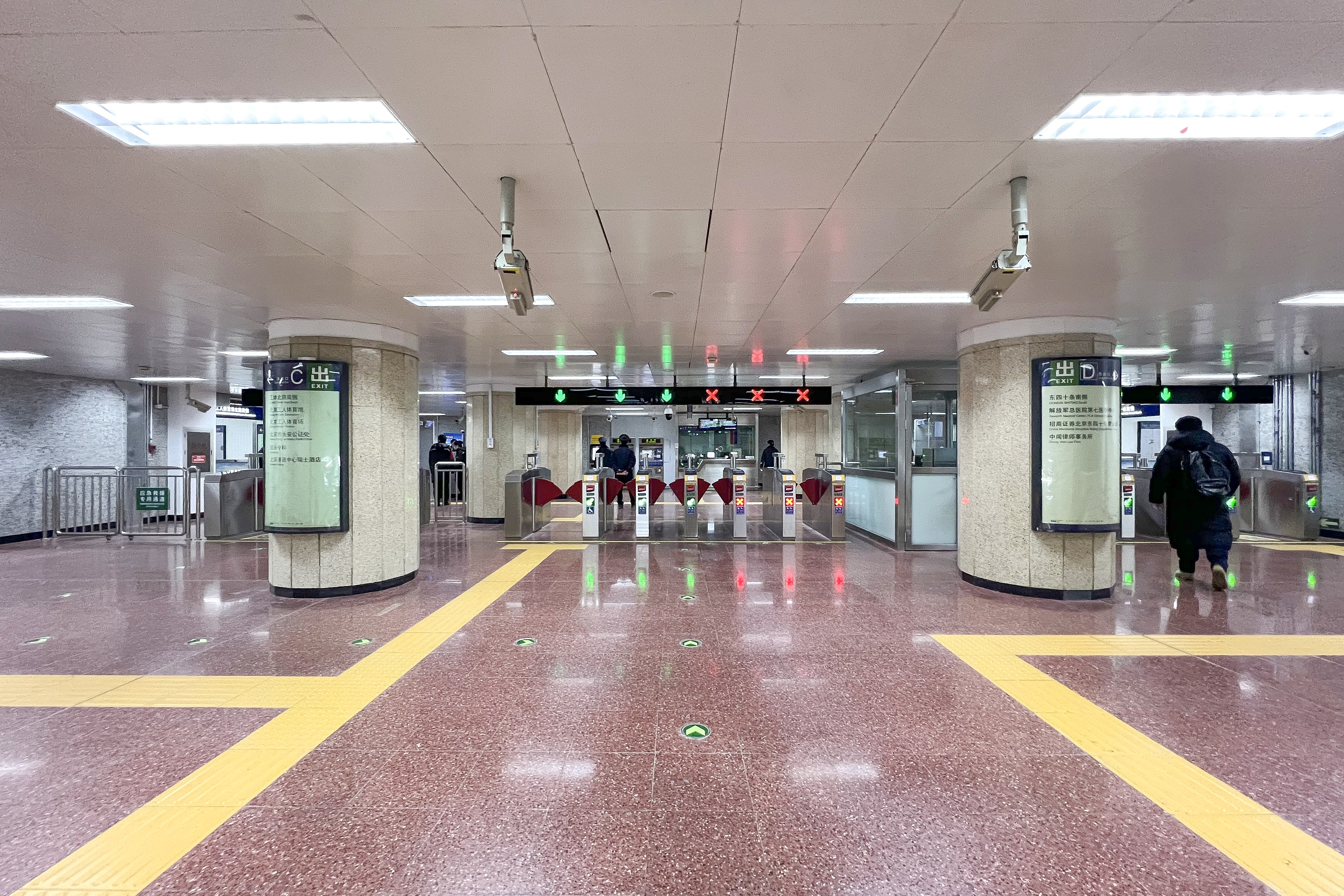
2号线南站厅（2024年2月摄）
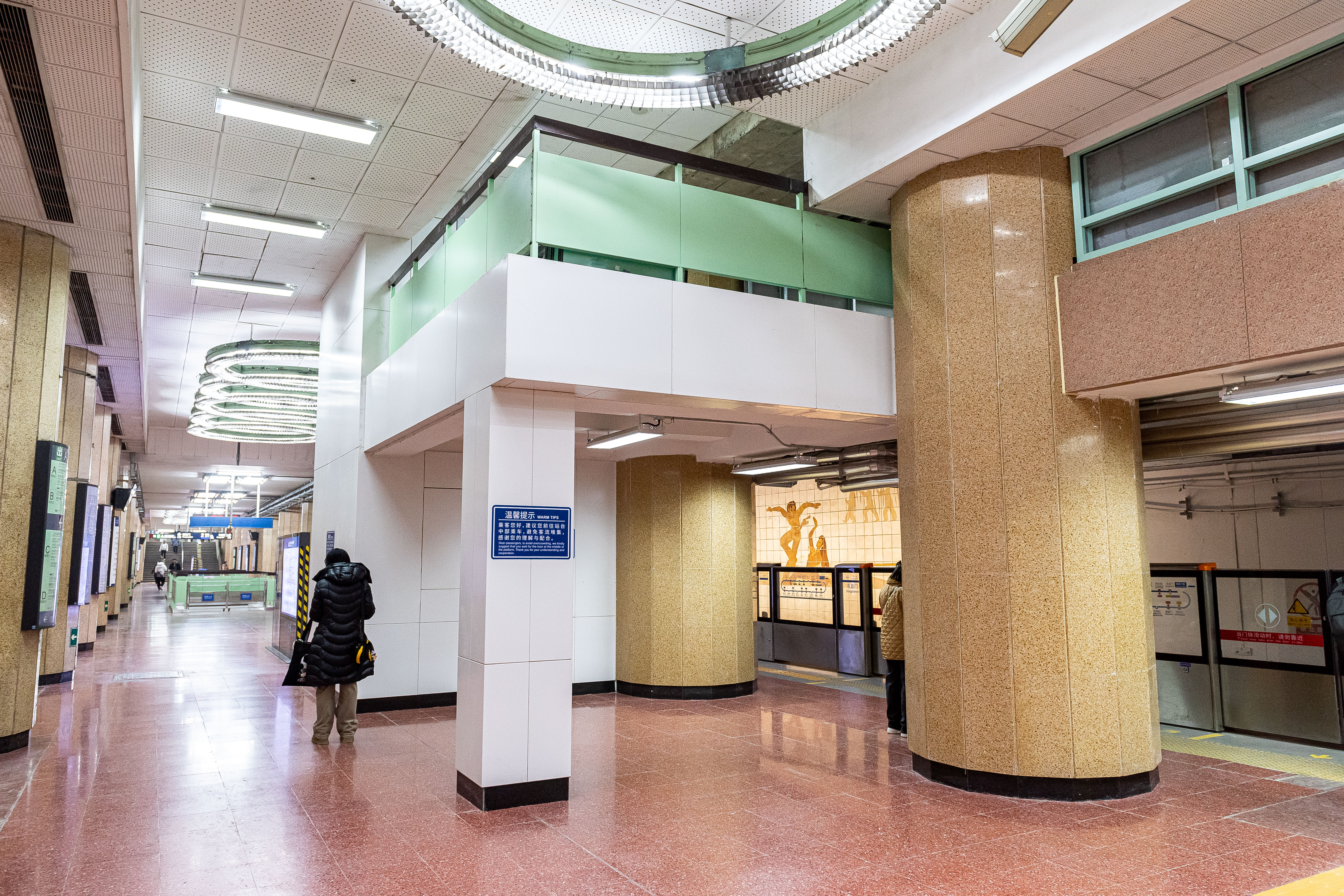
2号线南站厅向东北扩展的部分（2024年2月摄）

### 2号线站台
东四十条站目前设有1个供2号线列车停靠的岛式站台，1个供3号线列车停靠的分离式岛式站台，两座站台均位于东二环路地底。站台中部设有楼梯连通2号线站台和3号线站厅付费区域。

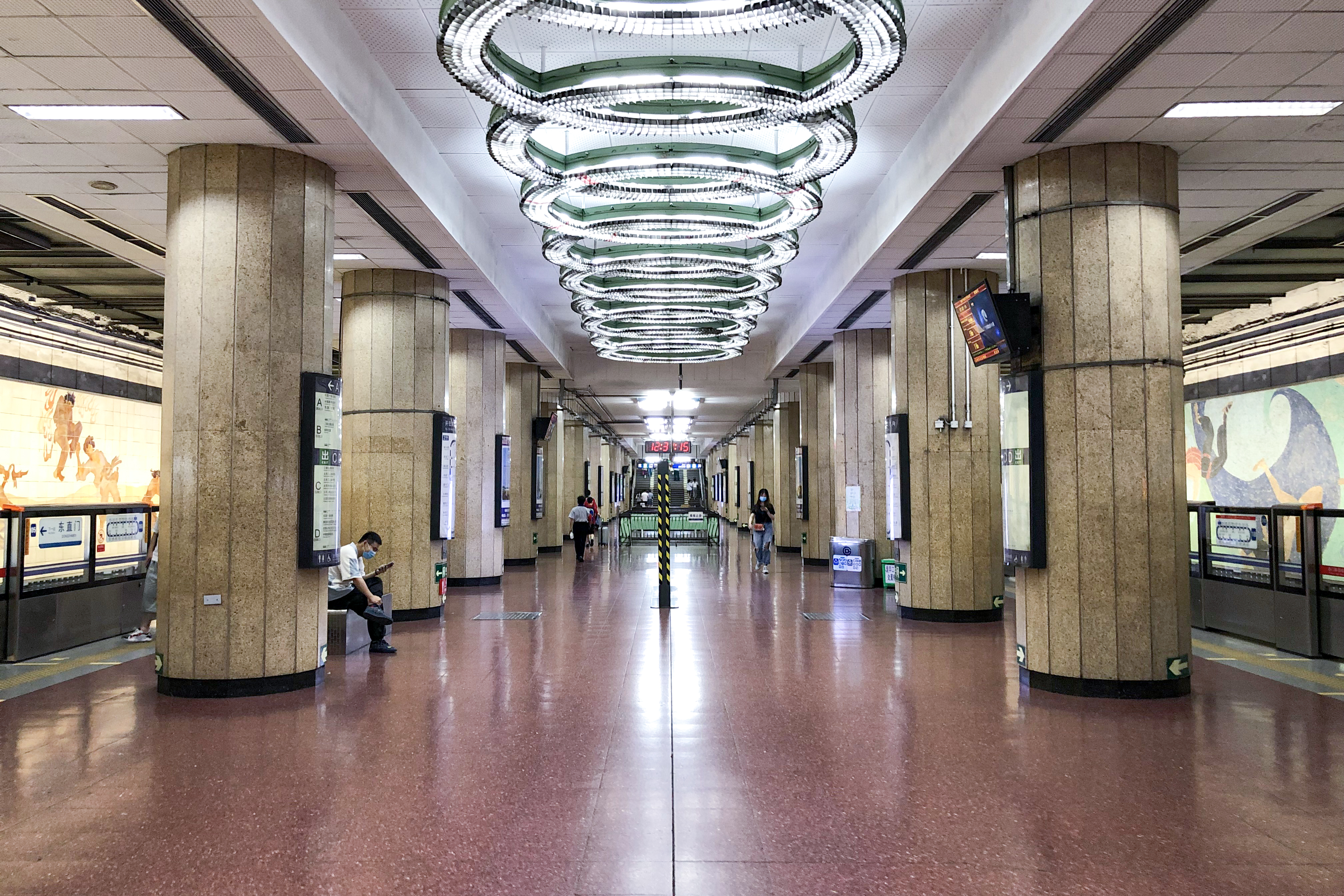
改造前2号线站台（2021年7月）
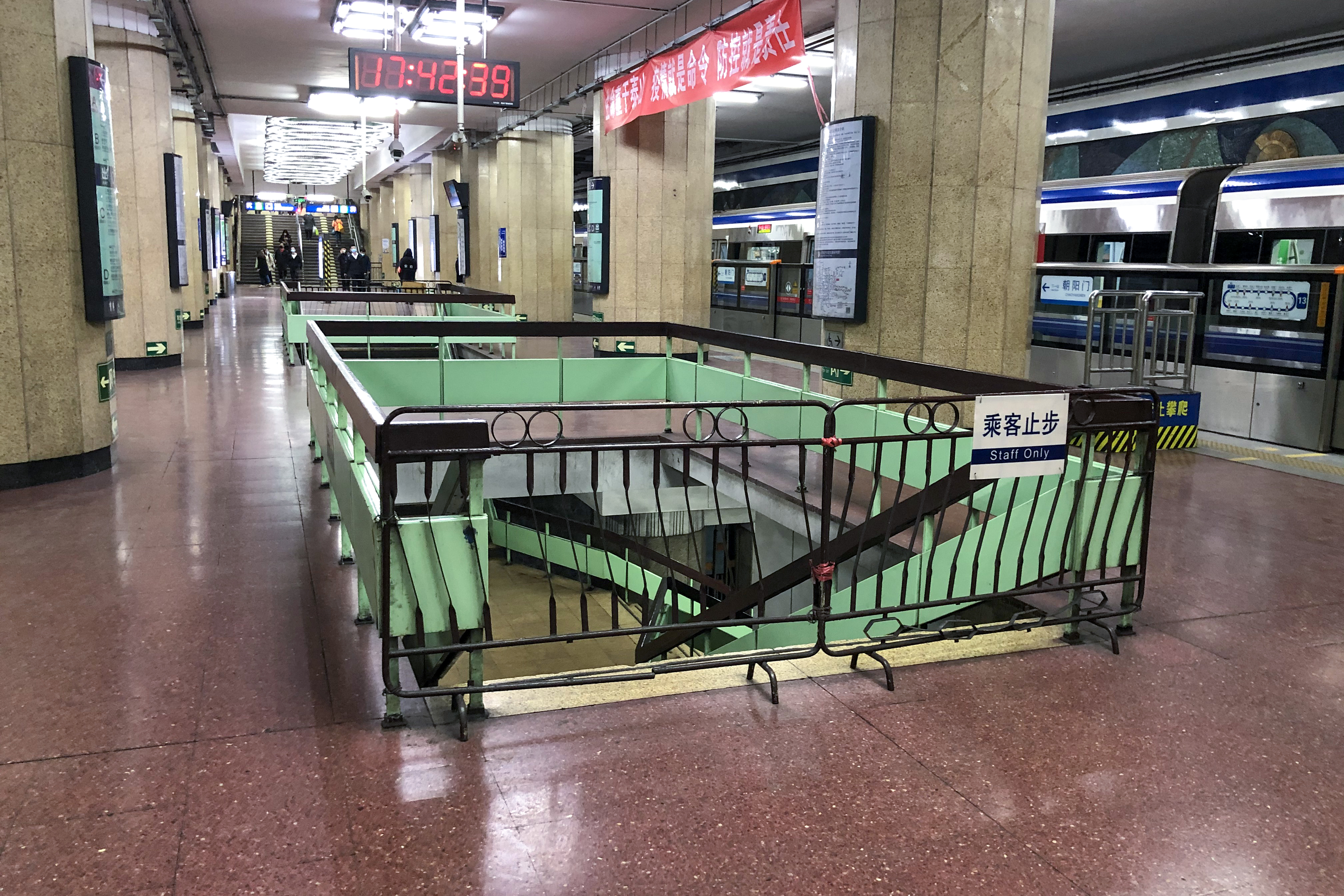
改造前的2号线换乘3号线北楼梯口（2020年3月）
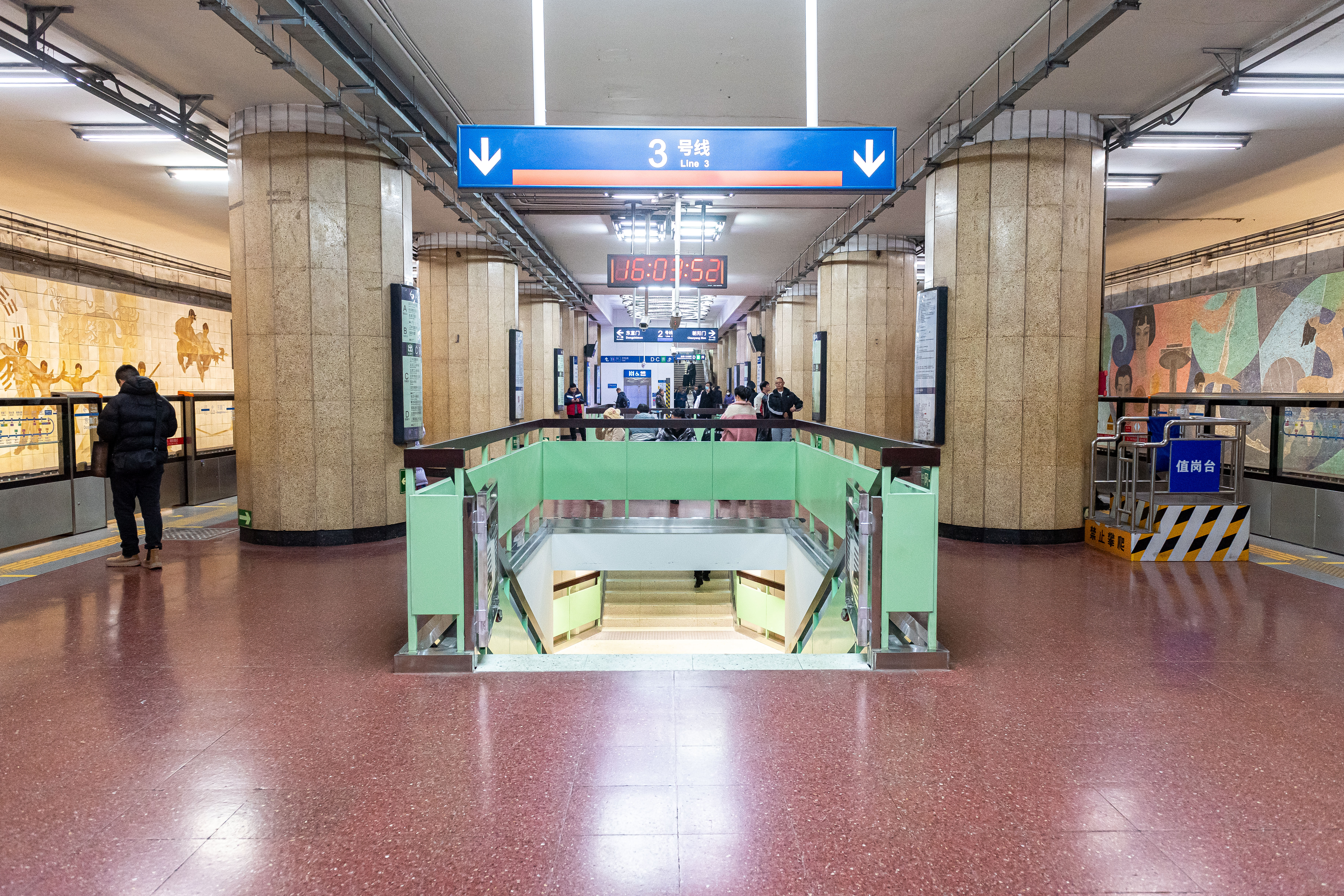
改造后的2号线换乘3号线北楼梯口（2024年12月）
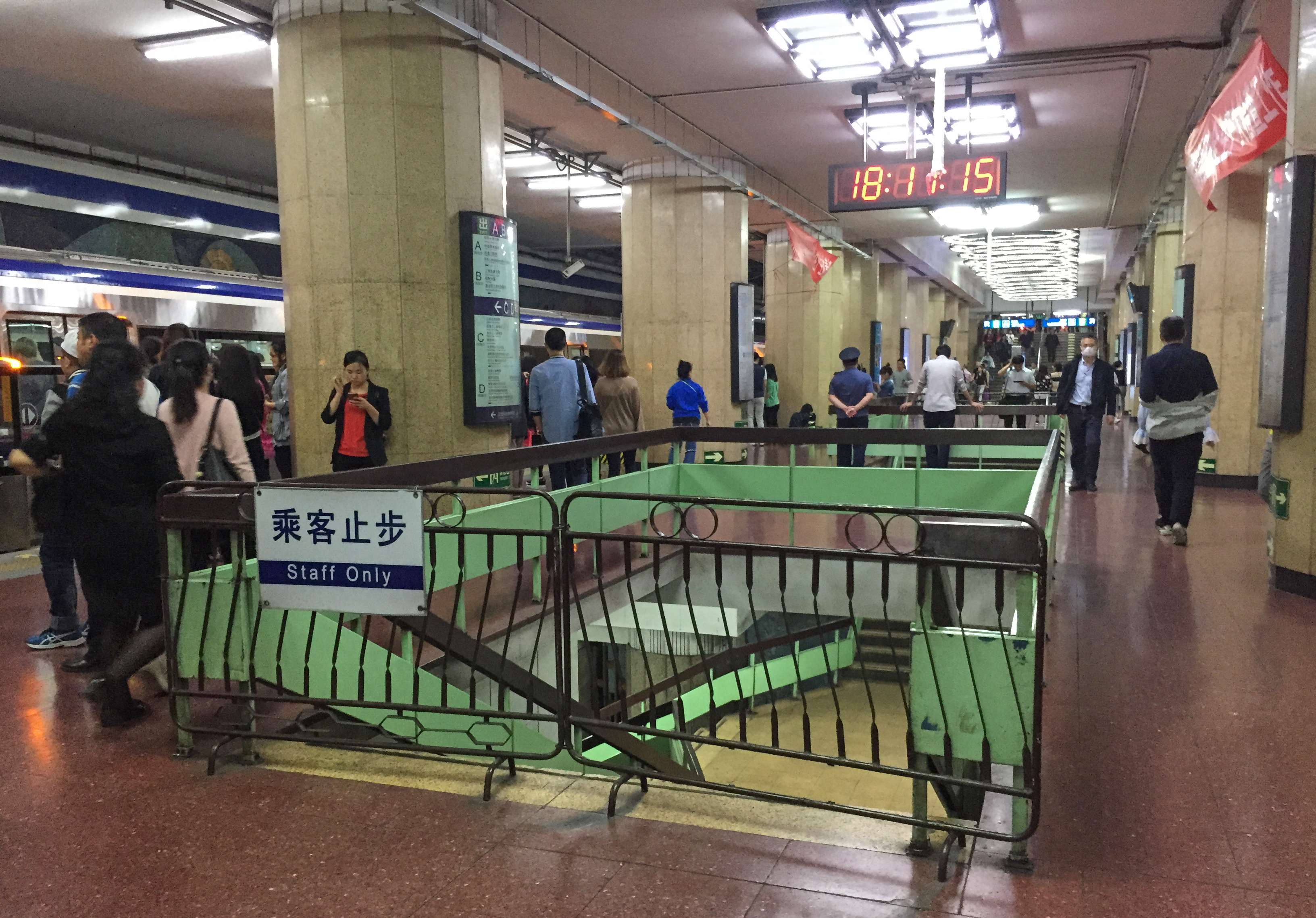
改造前的2号线换乘3号线南楼梯口（2017年9月）
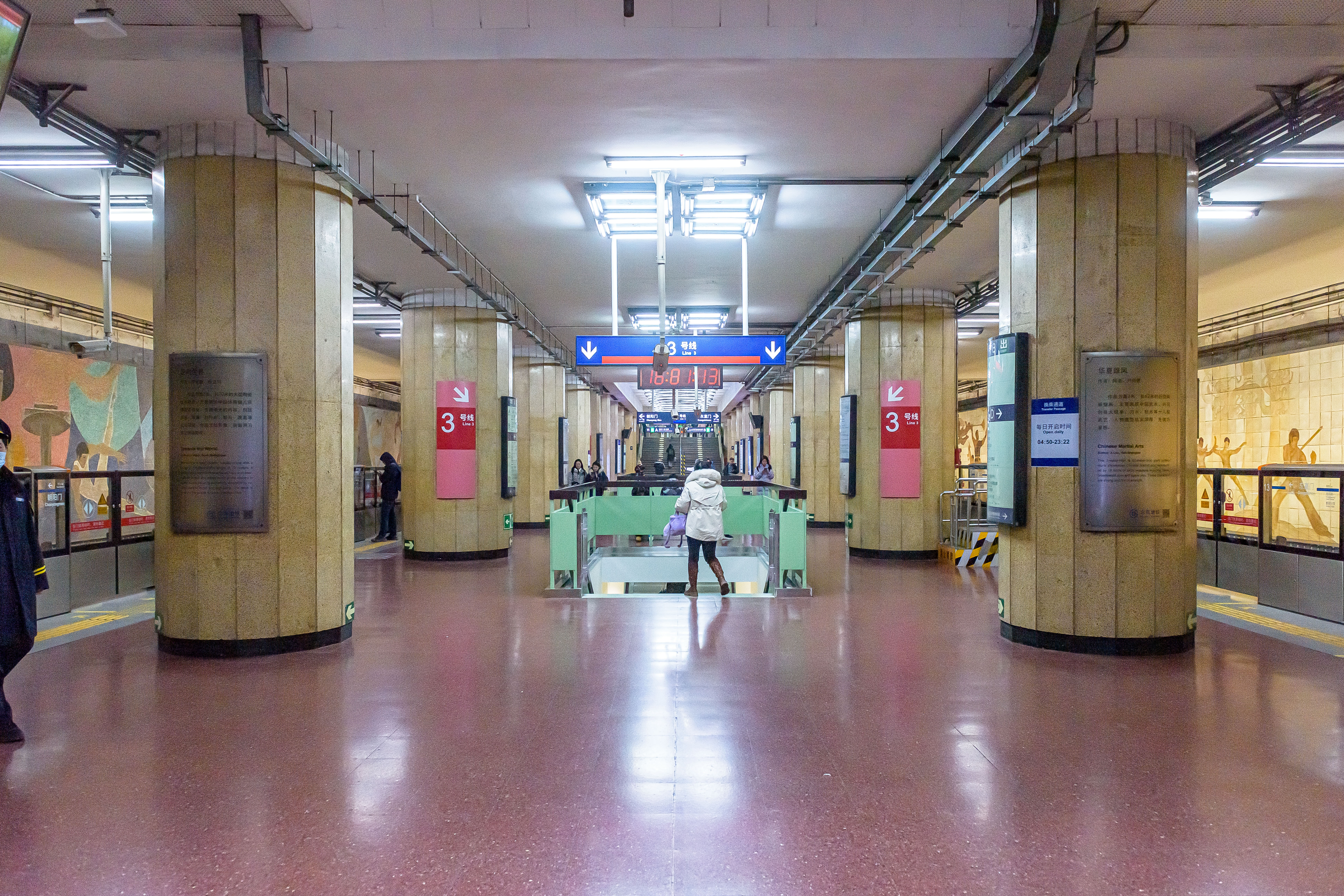
改造后的2号线换乘3号线南楼梯口（2024年12月）

### 转换层（原预留站台）
东四十条站下层预留了当时远期规划3号线的站台，该站台在东四十条站建设时随2号线建成，但因3号线建设计划多次遭到变更，因此使用被搁置，已长久没有使用。尽管不时有清洁工进入打扫，但站台上，尤其是站台两端，已经积了一层灰尘，墙壁上还有早期遗留的“消灭四害”等标语。在入口处仅有简单的可以移动的栏杆，且没有专人看守，因此有时也有好奇的乘客进入此站台。同其他2号线站台，这座站台非常宽大，东四十条站也因此登上1980年代北京十大建筑的榜单。
该站台是按照6节车厢、B型车体（一说为C型车体）的标准设计的，但当2016年3号线规划重启时，规划地铁3号线以8节车厢、A型车体的标准建设，因此既有預留站台無法使用，设计者决定将原来的预留站台改为站厅，在地下另外修建站台。
2024年12月15日东四十条站3号线新站台启用后，原预留站厅层被保留以方便从车站出入口进入车站乘坐3号线的乘客，而原预留站台则被改造成下层站厅以方便从2号线换乘3号线的乘客。原预留站台南面增设两部直梯，分别位于中部偏西（连接3号线站台2号通道和西站厅）和东端（连接3号线站台4号通道和东站厅）。

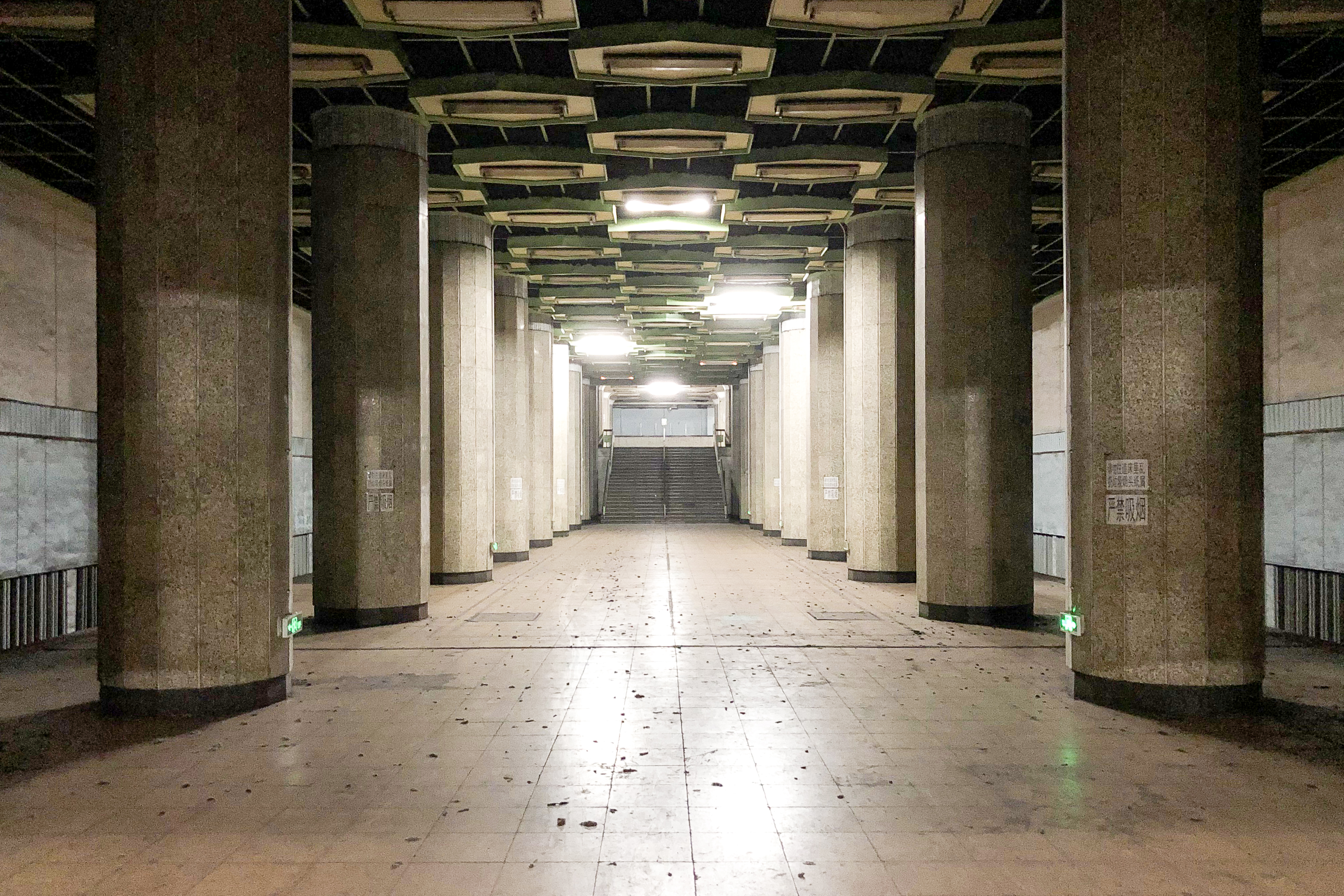
改造前的原3号线预留站台（2021年7月摄）
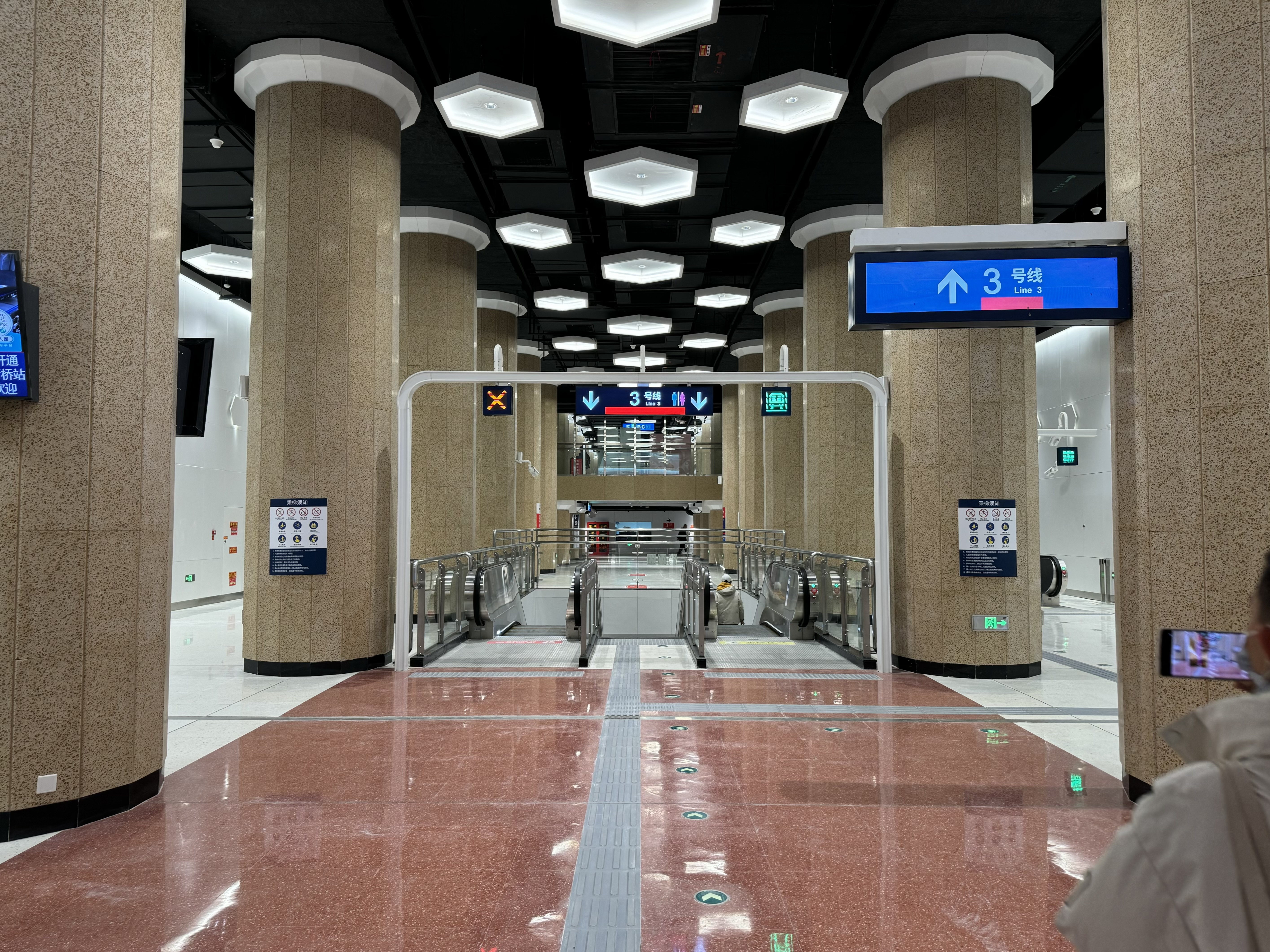
作为转换层启用的原预留站台（2024年12月摄）
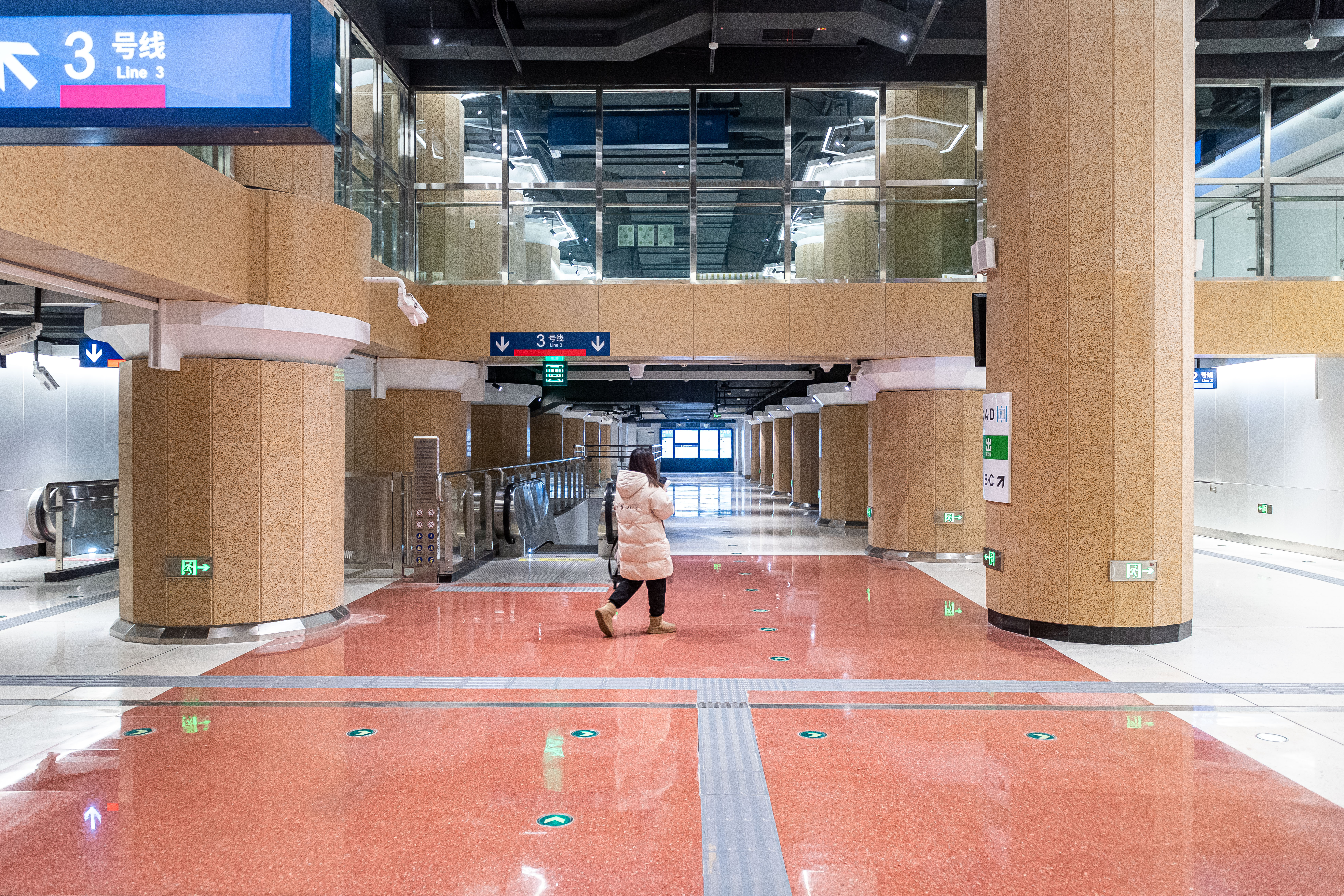
改为转换层的原预留站台西段（2024年12月摄）
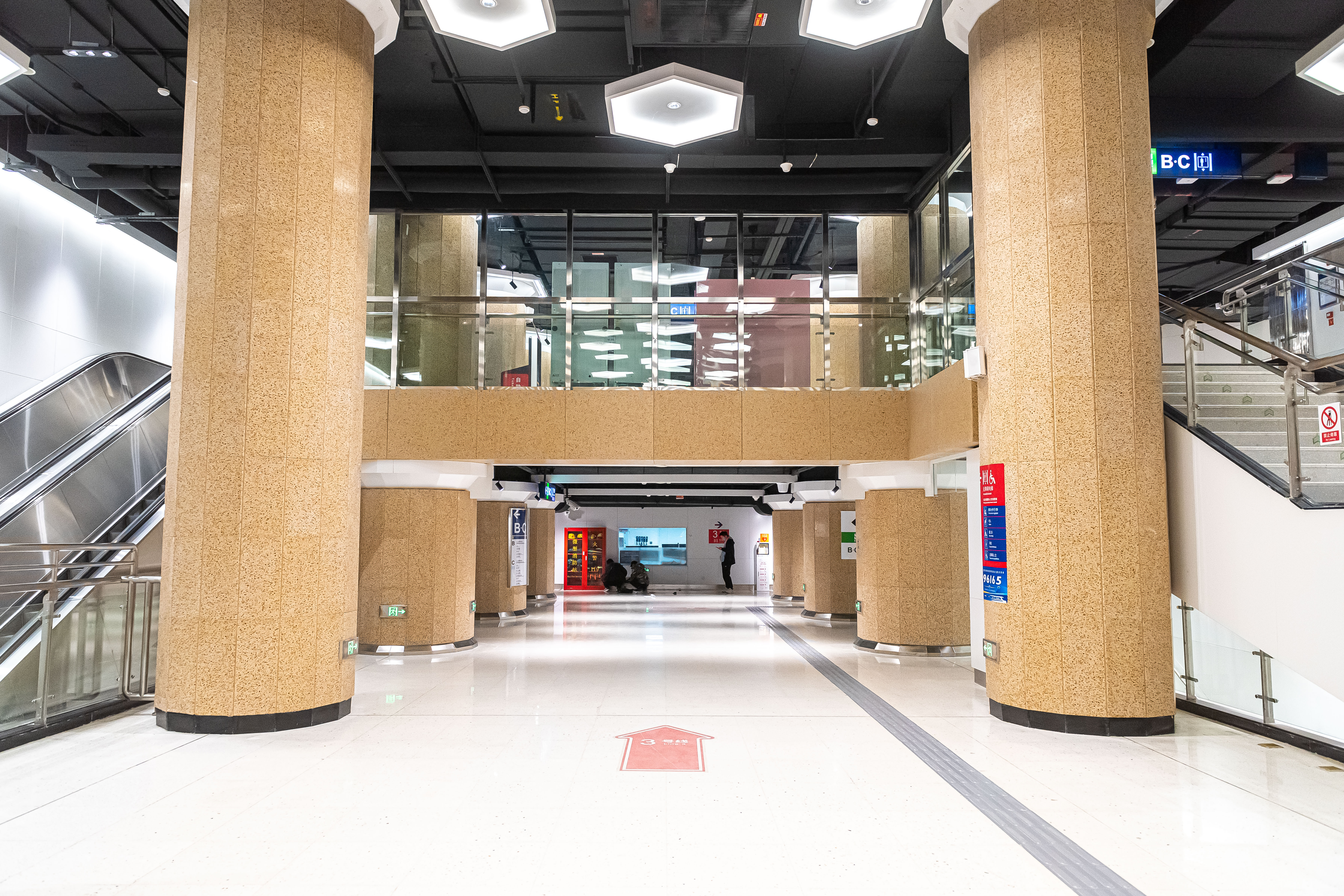
改为转换层的原预留站台东端（2024年12月摄）
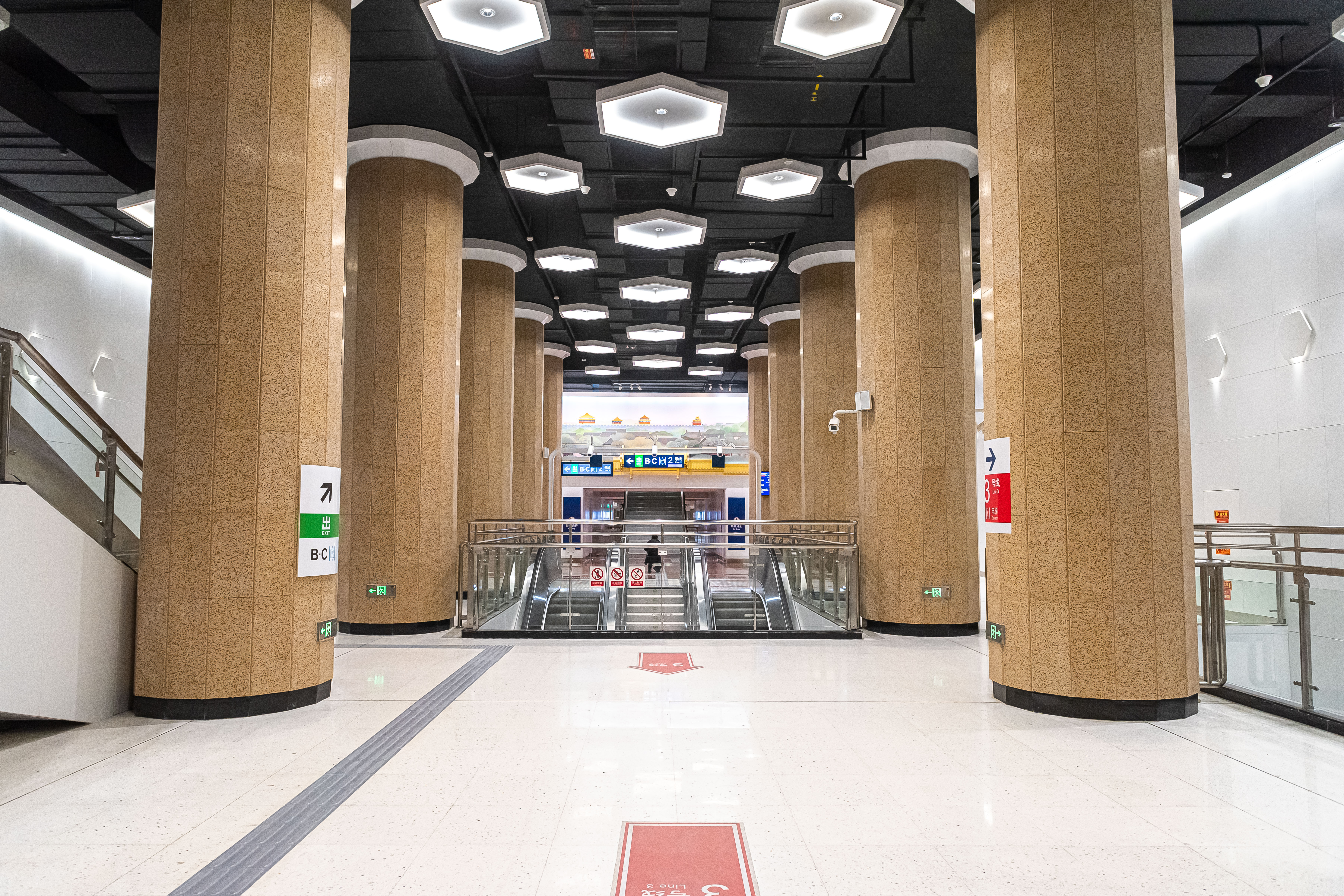
改为转换层的原预留站台东段（2024年12月摄）

### 3号线新建站台
东四十条站原有预留站台下方为3号线另建的新站台为分离岛式站台，两个站台间通过4条通道连接，自西向东分别编为1至4号通道。

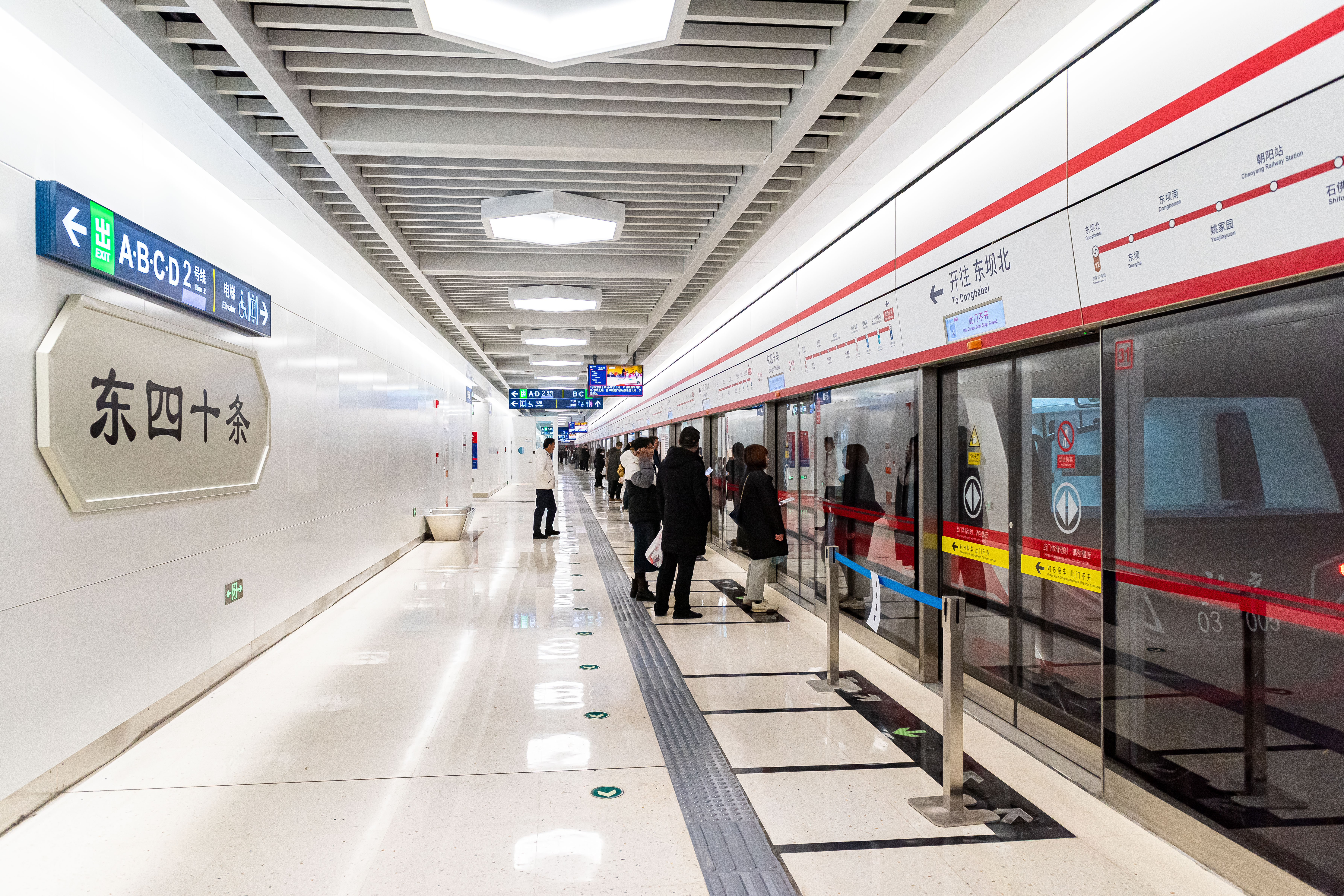
3号线东行站台（4编组列尾）
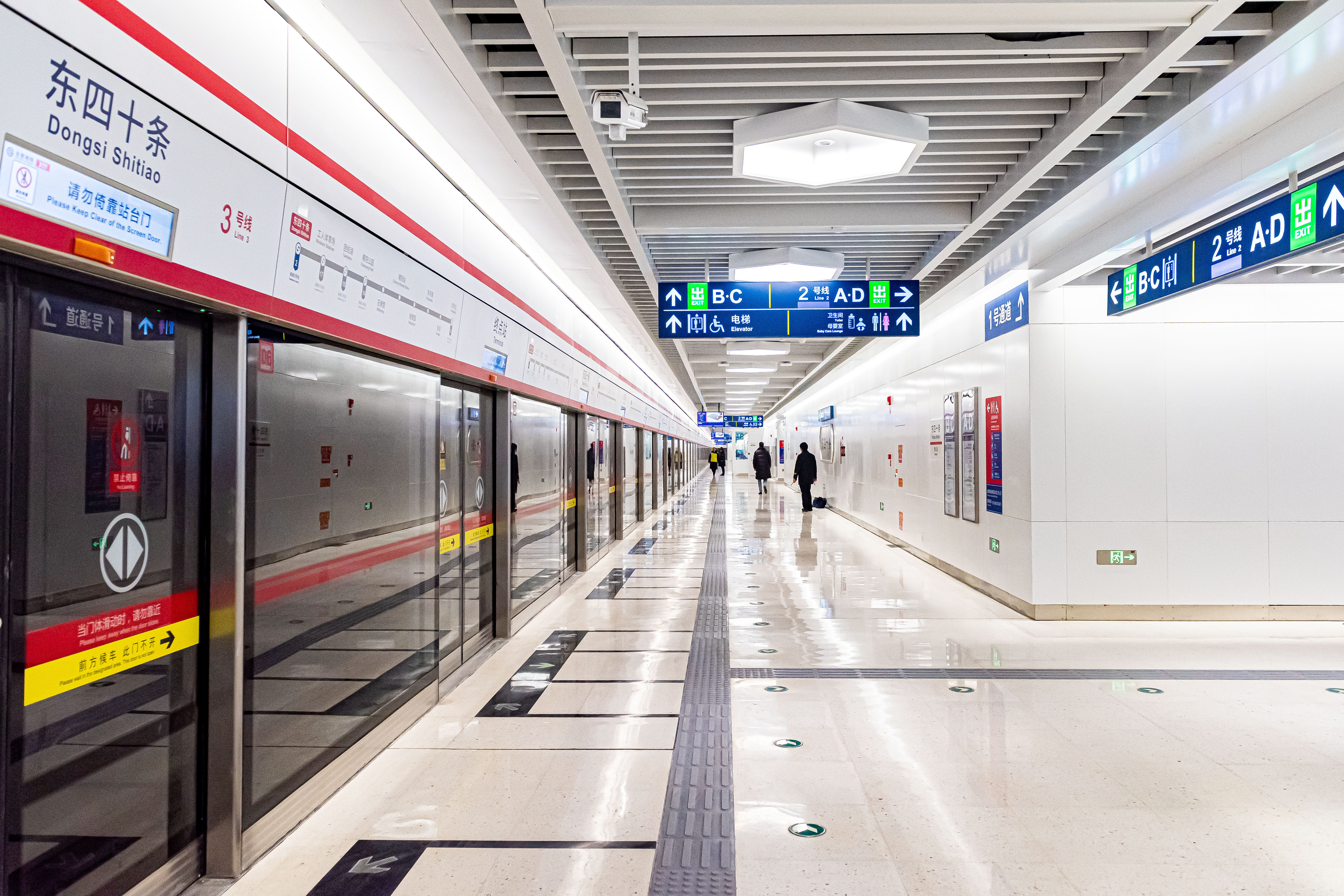
3号线西行站台
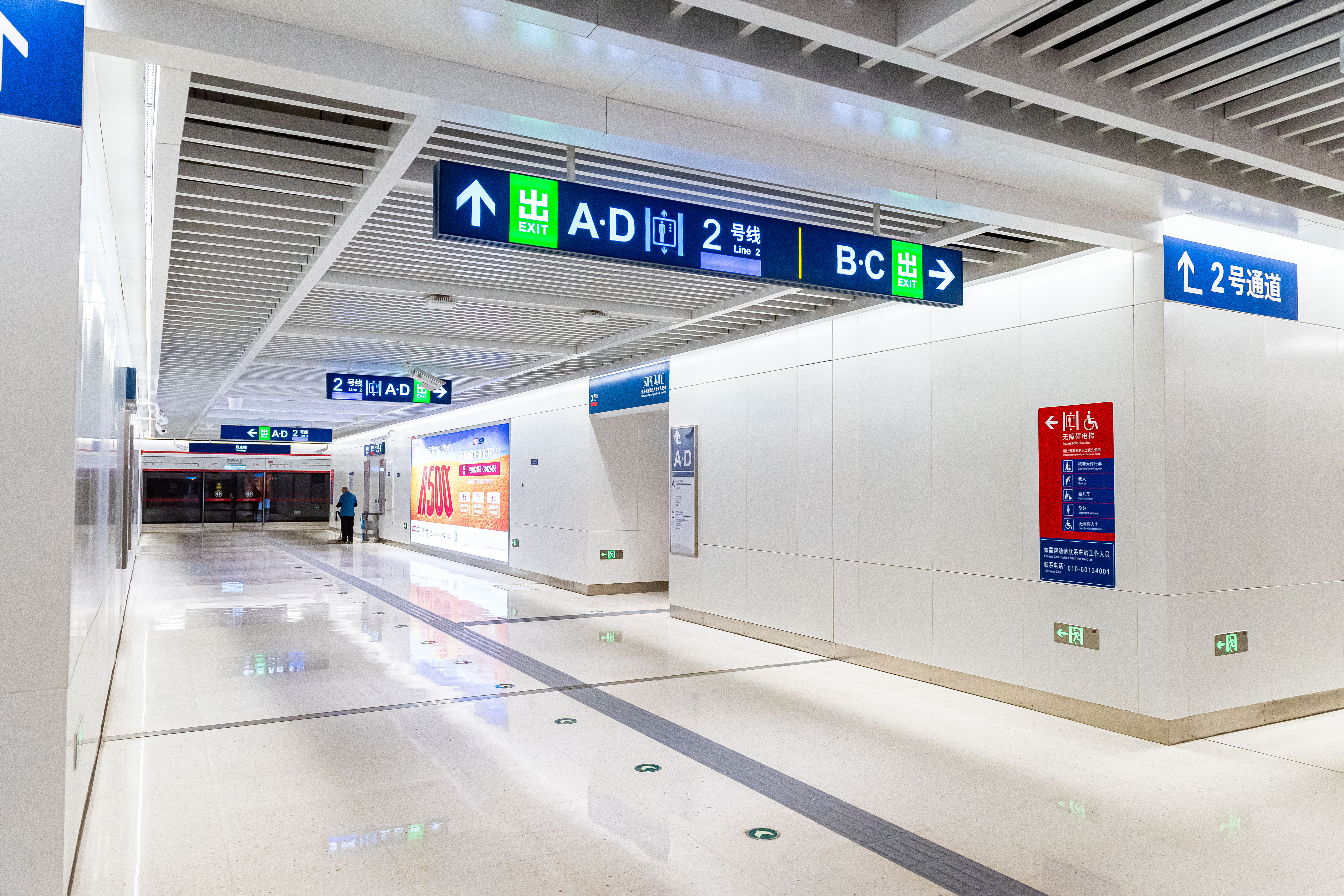
3号线站台2号通道
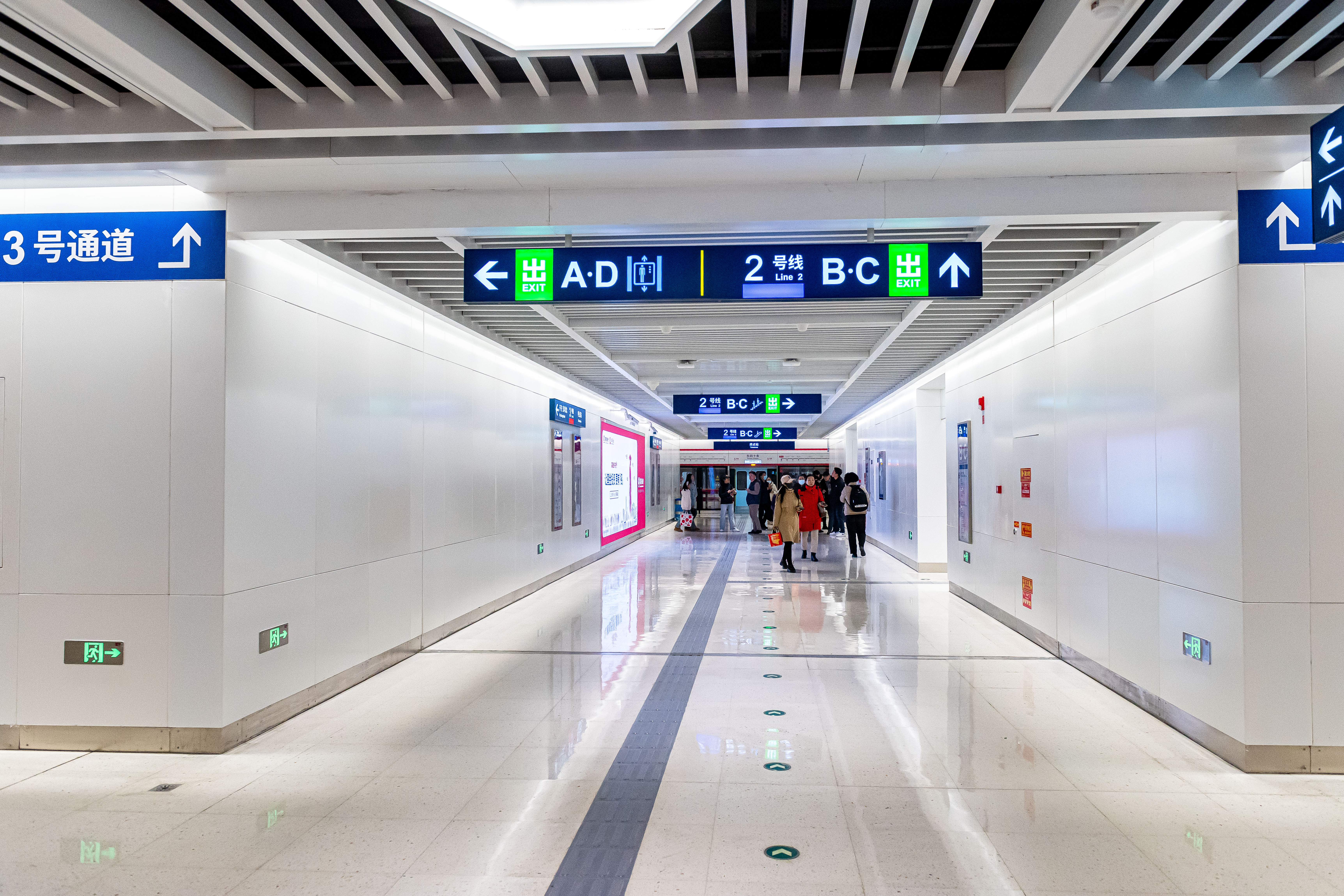
3号线站台3号通道
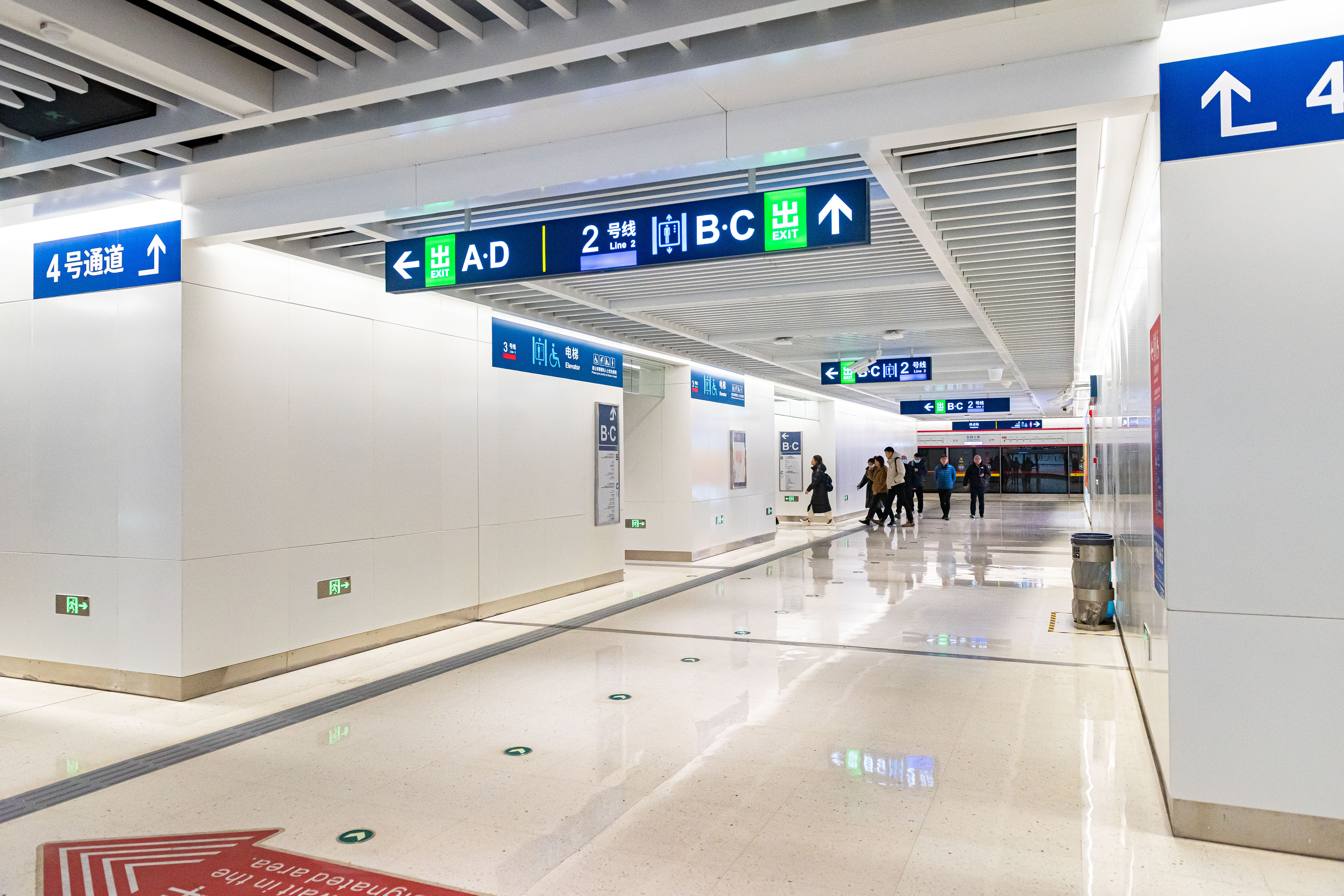
3号线站台4号通道

### 车站艺术

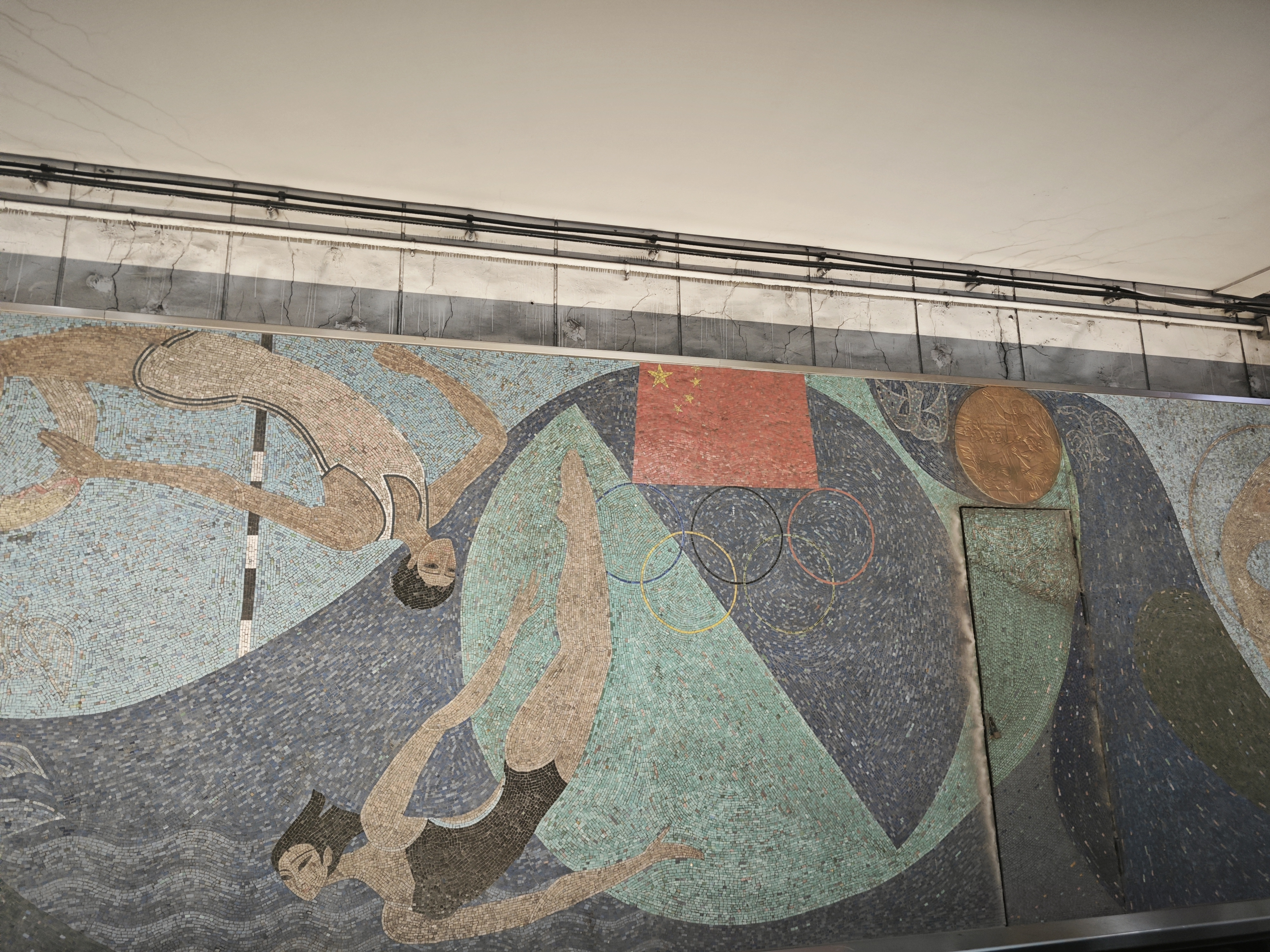
2号线站台内环方向侧壁画（部分）

由于临近北京工人体育场和北京工人体育馆，本站以团结友谊为设计主导思想，2号线站台的两幅壁画均以体育为主题。其中，外环方向站台的陶板壁画《华夏雄风》由阿老、严尚德等人创作，展现习武修行的三十余个人物形象；内环方向站台的陶瓷镶嵌壁画《走向世界》则由李化吉、权正环创作，描绘当代竞技运动。2021年，2号线轨行区内侧增设灯带，为两幅壁画照明，同时两幅壁画的马赛克瓷砖也全部进行了翻新。此外，2号线站台层吊顶的灯饰采用连续多个交错的环状造型，形似奥林匹克五环，象征全世界人民的大团结，以及增进友谊、携手并进的气氛。
而3号线则考虑到与其换乘的2号线全线沿原北京内城城墙建设，因此3号线站厅的壁画则以北京古城墙为主题。而3号线车站部分的灯饰以及站台层的车站名大字壁则统一采用与原预留站台的灯饰相同的六边形。

## 出入口
东四十条站一共有4个出口：A西北、B東北、C東南、D西南，其中C、D两口增建的直梯均通往3号线站厅层售检票区域，周边信息如下：
|                             |                |                                                                        |      |            |
|                             |                |                                                                        |      |            |
| 編號                        | 指示           | 建議前往的目的地                                                       | 照片 | 无障碍设施 |
| 连通 2号线 3号线站厅        |                |                                                                        |      |            |
| 出口 · A                    | 东四十条北侧   | 船检大厦、中汇广场                                                     |      | 不適用     |
| 出口 · B · 轮椅升降台标志   | 工人体育场北路 | 东中街、中国保利集团、保利大厦、保利剧院、北京市东城区少年宫           |      |            |
| 出口 · C · 升降机标志       | 工人体育场北路 | 东中街、亚洲大酒店、北京工人体育场、北京工人体育馆、港澳中心、首创大厦 |      |            |
| 出口 · D · 升降机标志       | 东四十条南侧   | 中国人民解放军总医院第七医学中心、东门仓胡同、新保利大厦               |      |            |
| 註： 設有 \| 設有輪椅升降台 |                |                                                                        |      |            |

该站是2号线首个安装升降平台的车站。

## 历史
1971年3月，东四十条站作为北京地铁二期工程的一站开工。
1984年9月20日，本站随北京地铁二期工程开通运营。
2023年1月，本站由北京地铁运营三分公司移交至北京地铁运营四分公司。
为配合地铁3号线施工，2号线东四十条站将从2023年11月25日首班车起至2024年2月27日封闭改造约95天。按照计划，本次改造将在既有2号线车站轨行区上方新增楼板连接站厅，在轨行区上方侧墙开洞2处与新增楼板衔接，形成新换乘通道，同时在2号线站台和新换乘通道间增设垂梯（与积水潭站改造工程类似），由于改造施工区域位于两幅站台壁画的两侧，施工期间将不会影响到壁画。待3号线开通后，2号线站场可通过3号线实现无障碍进出站。
2024年2月28日，2号线东四十条站恢复运营。3号线部分2024年12月15日开通运营。